# Clinica (epistemologia)
La clinica rappresenta un assetto epistemologico, ovvero una delle condizioni attraverso le quali una qualunque disciplina o professione viene esercitata in relazione a situazioni singolari, mediante un approccio empirico.

## Origine
Il termine clinica è in uso da oltre due millenni e risale al greco “kliné” (letto), “kliniké” (ai piedi del letto).
Impiegato per la prima volta da Ippocrate, il termine viene utilizzato poi come aggettivo da Galeno per identificare il paziente sul letto, denotando la prossimità verso di lui.
Il senso della clinica è illustrato da M. Foucault che evidenzia come il concetto di clinico esprima un sapere dapprima intuitivo ed empirico, poi sempre più sostenuto da conoscenze e da strumenti diagnostici ed operativi ma, comunque, orientato alla singolarità di casi e di situazioni, nonché alla costruzione di un sapere e di esperienze fondati su tali singolarità.
Questo termine, infatti, indica significati sedimentati nei secoli e nelle diverse culture, riferibili ad interventi in situazione, caratterizzati dallo studio ravvicinato di casi particolari con un ragionamento per abduzione (Blezza).

## Significato odierno
La locuzione è impiegata comunemente da secoli sia come sostantivo (la clinica come sede, struttura, servizio) sia come attributo (l’agire clinico, la qualità clinica). Nel gergo comune, si identifica in senso figurato con occhio clinico la capacità di giudicare prontamente il significato di una cosa.
Crispiani sottolinea che un lavoro di tipo clinico viene svolto “da tutti i professionisti che hanno a che fare con entità reali e complesse, non potendosi limitare ad enunciazioni generali, prive di visibili riscontri con l’esistente e la sua fenomenologia, sono quindi clinici l’architetto come il sarto, il meccanico, il falegname ed il geometra.”
Da sempre, tuttavia, l’attributo di clinico è associato alle professioni esercitate sulle persone, in primis dalla medicina, ma anche dalle scienze e professioni inerenti al comportamento umano e in ambito pedagogico (Hermes 2016), ad esempio la pedagogia clinica.